# بخت اردشیر

نقشه پارس در دوره ساسانی

بخت اردشیر (به پارسی میانه: Bōxt-Artaxšīr) نام شهری‌ست که بنا بر کارنامهٔ اردشیر بابکان، پس از گریزِ اردشیر یکم از دربار واپسین شاهنشاه اشکانی، اردوان پنجم، و رسیدن به ساحل دریای پارس آن را برای سپاسگزاری از خداوند برساخت و بگفت تا آتش بهرام را در ساحل بیفروزند.
از نظر معنایی، عبارت «بخت اردشیر» از دو بخش تشکیل شده که سرِ هم معنای «رهایی بخشیده‌شده بدست اردشیر» می‌دهد.

## فهرست منابع و مأخذ
- دهخدا، علی‌اکبر، بخت اردشیر، لغتنامهٔ دهخدا

- Asmussen, Jes P. (1989). "BOḴT-ARDAŠĪR". Encyclopædia Iranica (به انگلیسی), Last Updated on 15 December 1989 {{cite encyclopedia}}: Unknown parameter |ماه= ignored (help)نگهداری CS1: پست اسکریپت (link)